# Sakura Shinguji
Sakura Shinguji (真宮寺 さくら?, Shinguji Sakura) è un personaggio della serie di anime e videogiochi Sakura Wars, ideata da Ōji Hiroi. Il character design del personaggio è di Kōsuke Fujishima. Sakura è doppiata in originale da Chisa Yokoyama.
Sakura è uno dei membri della Flower Division, un immaginario corpo speciale dell'esercito giapponese di inizio secolo, specializzato nel combattere le forze del male ed i demoni, attraverso l'utilizzo della propria energia psichica.

## Biografia del personaggio
Originaria di Sendai, Sakura è la figlia di Wakana e del colonnello Kazuma Shinguji, che aveva lavorato agli ordini del generale Yoneda, durante la guerra demoniaca, che aveva afflitto il Giappone anni prima. Come suo padre, Sakura ha ereditato il "sangue dei distruttori del male", che combinato con ciò che è conosciuto come i "tre sacri tesori", può essere utilizzato per sigillare il male, anche se a costo della propria vita.
Seguendo i passi del proprio genitore, Sakura impara l'arte della spada dalla lunga lama del nord, allo scopo di guadagnare il diritto di utilizzare la spada del padre, la Spirit Sword Arataka. Fu il generale Yoneda in persona a recarsi a Sendai per convincere Sakura ad unirsi alla Flower Division, convinto che il suo contributo potrebbe solo rafforzare la squadra. La giovane Sakura quindi si trasferisce a Tokyo per difendere la capitale, come fece suo padre prima di lei.
Essendo l'ultima arrivata nella Flower Division, Sakura non ha vita facile con le compagne. Sakura deve infatti colmare la propria inesperienza, e dimostrare a se stessa ed alle compagne le proprie capacità, al fine di essere accettata all'interno del gruppo. Alla fine, Sakura si dimostrerà una compagna leale, ed un ottimo elemento per laFlower Division, sia sul campo di battaglia che sul palco.
La difficoltà maggiore per Sakura sarà quella di comandare koubu, il suo mecha, mosso dall'energia spirituale del pilota. Infatti la totale incapacità iniziale di Sakura, unita all'incontrollabità della sua enorme forza psichica, porterà la ragazza in più di una occasione a creare incidenti e caos. Col tempo Sakura riuscirà ad entrare in confidenza con il proprio mecha diventando uno dei migliori piloti della Flower Division.

## Accoglienza
Retrospettivamente, la rivista Famitsū ha classificato Sakura Shinguji come la ventitreesima eroina più famosa dei videogiochi degli anni '90.